# Agapetes hillii
Agapetes hillii är en ljungväxtart som beskrevs av Dietrich Brandis. Agapetes hillii ingår i släktet Agapetes och familjen ljungväxter. Inga underarter finns listade i Catalogue of Life.